# Hyphinoe marginalis
Hyphinoe marginalis är en insektsart som beskrevs av Jules Ferdinand Fallou. Hyphinoe marginalis ingår i släktet Hyphinoe och familjen hornstritar. Inga underarter finns listade i Catalogue of Life.